# KV57
KV57 és la tomba de l'últim faraó de la dinastia XVIII, Horemheb. És una de les tombes de la famosa Vall dels Reis, a la necròpolis de Tebes a l'antic Egipte. Artísticament i arquitectònica, aquesta tomba, igual que ho havia fet el seu propietari, fa d'enllaç entre la seva dinastia i la XIX. La tomba està situada a la part dreta de la Vall, cap al final d'un petit Uadi, relativament a prop de la de Tutankamon.

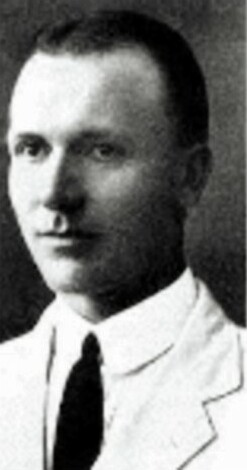
Edward Ayrton, descobridor de la tomba de Horemheb.

L'egiptòleg Edward Ayrton va descobrir la tomba el 1908. En aquella època Ayrton treballava per a Theodore Davis, qui tenia la concessió en exclusiva de les excavacions a la Vall. (Vegeu: Tomba de Tutankamon). Howard Carter també excavà per a Davis, abans d'unir-se a Carnarvon per a buscar la tomba de Tutankamon (la futura KV62).
La tomba s'ha documentat diverses vegades, els estudis d'Ayrton a la tomba es van perdre i no n'existeixen còpies, ja que no es van arribar a publicar mai. El mateix Davis va fer publicar el 1912 uns plànols i dibuixos de la tomba i dels objectes que contenia. El 1923, després de fotografiar la descoberta de la tomba de Tutankamon, Harry Burton va documentar la tomba per al Museu Metropolità de Nova York amb fotografies en blanc i negre. El 1971, Erik Hornung va tornar a fotografiar la decoració de les parets, aquest cop en color.
El sarcòfag, de quarsita vermellosa, tenia la tapa trencada i a dins es van trobar restes de diverses mòmies desconegudes. No se sap si la del rei està barrejada amb les altres. Dins de la tomba es van trobar diversos objectes de diversos tipus: materials per a embalsamar, mobiliari, joieria, maquetes, escultures, aixovar funerari i restes vegetals. La tomba presentava signes d'haver estat segellada en algun moment i també saquejada, a part dels danys del sarcòfag, també es va trobar un cofre de vasos canopis en mal estat i anotacions realitzades en escriptura hieràtica durant la dinastia XXI que indiquen un possible trasllat dels objectes i ocupants de la tomba a un amagatall, possiblement a la KV35, que es va utilitzar de magatzem reial durant aquesta època (tercer període intermedi).

## Horemheb i el disseny de la tomba

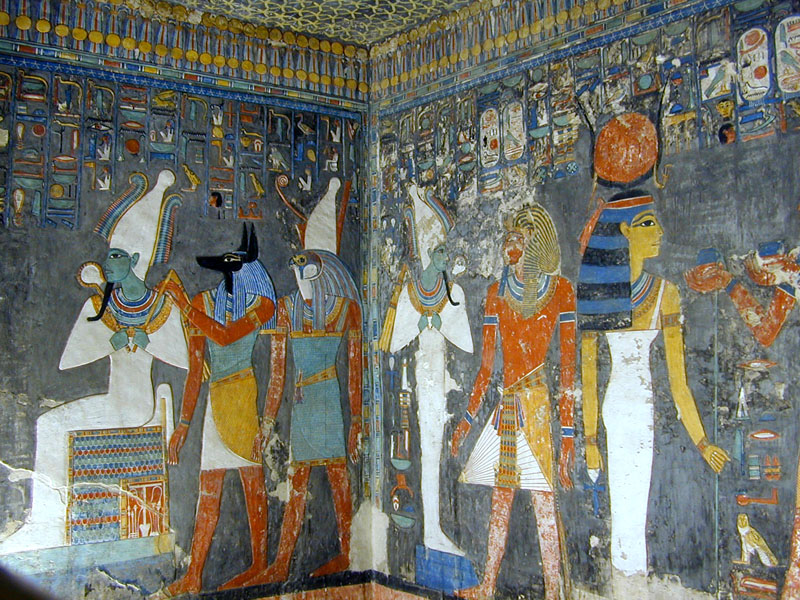
Riquesa cromàtica i baixos relleus a la tomba de Horemheb

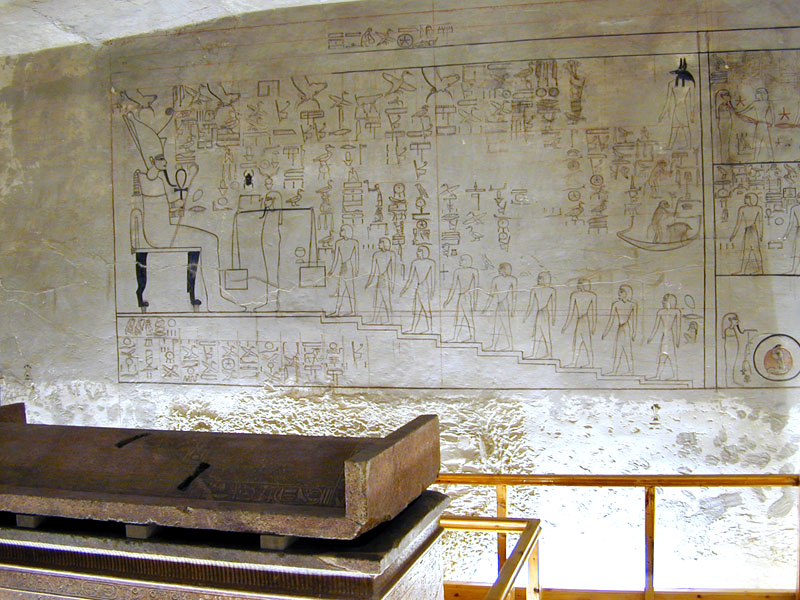
Cambra del sarcòfag o cambra mortuòria, la decoració està parcialment inacabada.

Horemheb no era faraó per llinatge, sinó que havia aconseguit el tro, no se sap exactament com, després de la mort d'Ay i de Tutankamon. No pertanyia a la família reial i per a poder "justificar" el tron, es va casar amb Mutnedjmet, que sí que estava emparentada amb la família reial. El nou rei, ja gran, provenia d'una època d'esplendor en ple declivi: els hereus dels grans faraons de la dinastia XVIII havien "tacat" el nom dels seus avantpassats amb l'heretgia d'Amarna, havien ofès als déus i al poble. Horemheb havia participat en tot això, però no se sap ben bé com, només se sap que Tutankamon el va nomenar cap militar d'Egipte i que a la mort del rei-nen va tenir una complicada disputa amb Ay, el gran conseller i qui heretaria primer el tron. A la mort d'Ay, poc temps després, Horemheb va ordenar destrossar la tomba del seu predecessor a la Vall (vegeu: KV23).
Horemheb no tenia descendència, així que va nomenar com a successor el seu home de confiança, Paramessu, qui més tard esdevindria Ramsès I, perquè tenia fills (el futur Seti I) i nets (el futur Ramsès II o Ramsès el Gran). Paramessu provenia d'una família de guerrers i era militar com Horemheb.
En una època amb tants canvis i conflictes interns a palau, Horemheb va decidir trencar en part amb el passat, innovar i simplificar el disseny de les tombes a la Vall, a l'hora que el pretenia fer més sumptuós:
- Va trencar amb la forma de la tomba, que en alguns casos arriba a ser una mica tortuosa, per a dissenyar una tomba que formés una línia recta, amb uns espais molt ben definits i que, si estava il·luminada, des de la porta d'accés es pogués veure sinó el final, si com a mínim la meitat de la tomba i a la inversa. Disseny preferit pels faraons de la dinastia XIX i la XX. El desnivell de la tomba és poc pronunciat (comparat amb les tombes anteriors), els corredors i les sales o cambres s'enfonsen suaument en la roca i de forma progressiva.
- Va trencar amb els dibuixos esquemàtics i les decoracions amb colors força bàsics, enriquint la gamma cromàtica de les decoracions, afegint la tècnica del baix relleu (a les tombes anteriors només es pintaven les parets) i donant-li un estil calculat i estandarditzat.
- Va intentar conservar la bellesa, l'elegància i el bon gust de la dinastia XVIII, però ni ho va aconseguir del tot ni va perdurar més enllà de Seti I.
- Pel que fa a la decoració, trobem escenes de l'Amduat, freqüents als hipogeus anteriors, el Judici d'Osiris i, per primera vegada, escenes del Llibre de les Portes.

La KV57 no és l'única tomba del rei, se'n va fer construir una a la necròpolis d'Amarna, l'antiga Akhetaton, (la núm. 24) durant el regnat d'Akhenaton, i se'n va construir una altra a Saqqara on el podien haver enterrat finalment, i també és probable que fos el propietari d'una quarta tomba a la Vall dels Nobles. Tot i això, la mida de la tomba KV57 és prou considerable, uns 472 metres quadrats, sobretot si la comparem amb la de Tutankamon, que no arriba als 110.

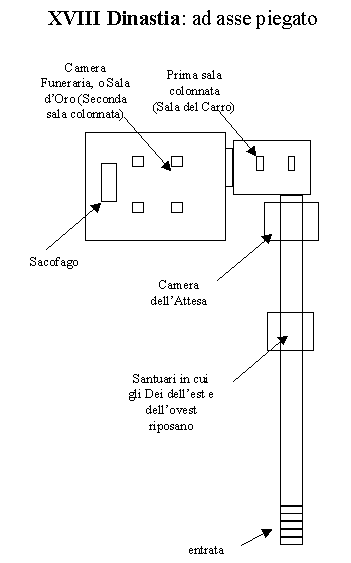
Disseny bàsic d'una tomba de la dinastia XVIII
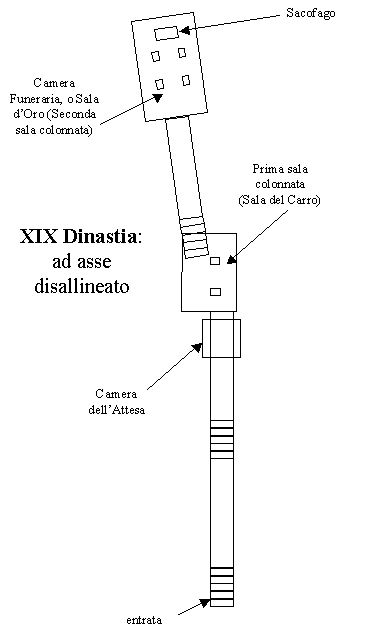
Disseny bàsic d'una tomba de la dinastia XIX
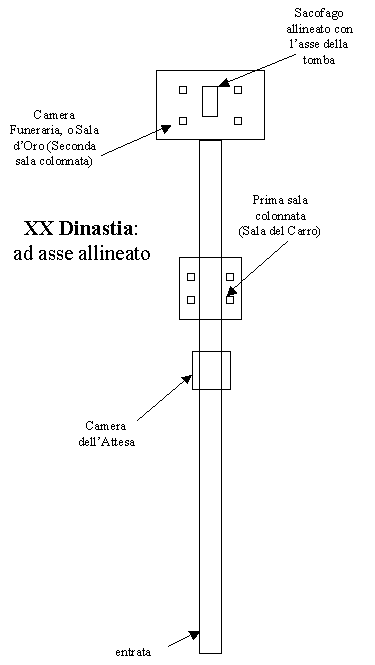
Disseny bàsic d'una tomba de la dinastia XX

## Situació de la tomba a la Vall: les inundacions
Totes les tombes de la Vall que es van construir en els nivells més baixos de la Vall han sofert el mateix destí en major o menor grau: s'han inundat i s'han omplert d'escolls i terres arrossegades per l'aigua. Potser el cas més destacat és el de la KV7, la tomba de Ramsés el Gran que està molt destrossada per les inundacions, pràcticament han desaparegut totes les decoracions, hi ha hagut esllavissades de materials a l'interior i s'han desfet alguns pilars o murs. Pel que fa a la KV57, les inundacions han malmès algunes zones de la tomba i n'havien cobert l'entrada de runa, pedres i cascots.
En algun moment de l'antic Egipte, probablement durant l'Imperi Nou, es van fer canalitzacions i desaigües a la Vall, però potser es van fer massa tard o no van ser suficients per a evitar els despreniments, les humitats i la pèrdua dels pigments i de les decoracions (totals o parcials) de les tombes més "baixes".
La tomba s'ha inundat diverses vegades en temps moderns, les inundacions d'octubre i novembre del 1994, van fer que el Consell Suprem d'Antiguitats Egípcies tanqués la tomba per a la restauració.

## Construcció de tombes a la Vall
.

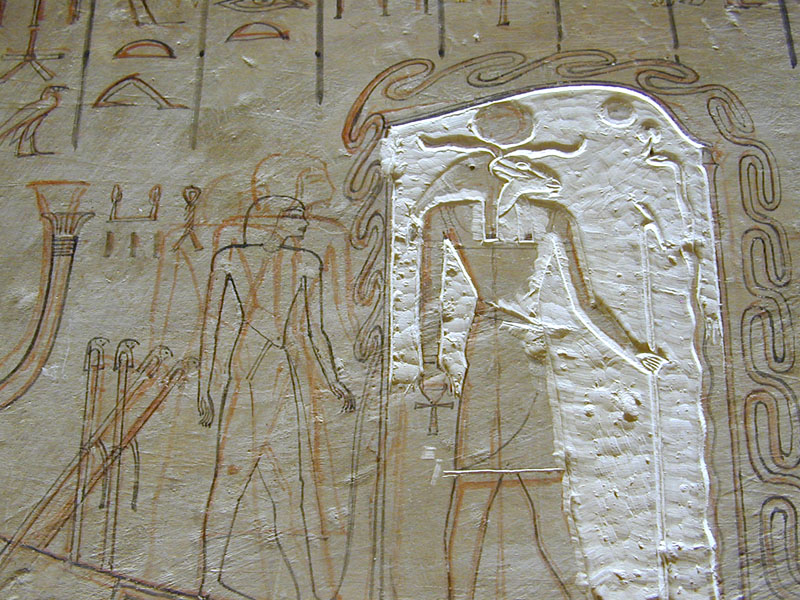
Decoració inacabada, s'aprecia el treball d'aprenents i mestres

L'interès principal d'aquesta tomba és arqueològic i rau en el fet que estigui inacavada: podem descobrir tot el procés de construcció i decoració de les tombes de la Vall si ens fixem en aquesta tomba. Trobem quasi tots els processos de construcció i decoració d'una tomba de la Vall en un únic hipogeu, inclosos els dibuixos dels aprenents, les correccions dels mestres i dels escribes de Deir el Medina.
1. Es tria la zona de la Vall on s'excavarà la tomba, es fa un disseny previ dels corredors i les cambres, i es comença a picar i enretirar les pedres i tota la resta de la runa.
2. S'amplien les sales i/o se n'obren de noves fins a tenir la forma definitiva de l'hipogeu. Si es topen amb alguna altra tomba, senzillament la incorporen a la que estan excavant i continuen.
3. Es poleixen les parets, es treuen les arestes i imperfeccions, finalment s'arrebossen les parets perquè quedin ben llises.
4. A partir d'un disseny previ creat pels grans mestres i aprovat pels seus superiors (el faraó inclòs), els aprenents creen una quadrícula on esbossen a grans trets i en vermell on aniran els elements decoratius de la tomba. Els mestres corregeixen els errors dels aprenents i, si cal, redistribueixen els elements. Tot seguit es dibuixen en negre els elements principals amb un sol traç net i ferm. Si es tracta de baixos-relleus, es reomple la zona o s'extreu esculpint-la, es poleix i es pinta.
5. Es pinten primer el blanc, després els colors clars (beix, groc, vermell clar o rosat, verd clar i blau clar principalment), després els foscos i finalment el negre. L'ordre és lògic: el blanc, si s'escampa o hi ha algun error, no molesta sota de qualsevol altre color, els colors clars poden embrutar el blanc, però poc, els colors foscos ja són més delicats i bruts, però alhora poden tapar, sense que el color original canviï, els colors clars de sota, i el negre ho pot destrossar tot i no és fàcil de retocar a posteriori, però també tapa tot allò que té a sota, si hi ha errors. (Vegeu: color).

## Documentals
- Los Secretos del Valle de los Reyes, Col. "Los misterios de Egipto", David Lee, National Geographic, 2008.
- Mundos Perdidos (03): El Imperio de Ramsés, David Wallace, History Chanel, 2006. EAN 7506036058143.